# Народная партия (Исландия)
Народная партия (исл. Flokkur fólksins) — исландская политическая партия, основанная Ингой Сайланд. 
Партия участвовала в парламентских выборах в Исландии в 2016 году. Она получила 3,5 % голосов и, таким образом, не смогла преодолеть необходимый для прохождения 5-процентный порог.
На парламентских выборах 2017 года партия получила 6,88 % голосов и получила 4 места в альтинге.
В конце ноября 2018 года партия исключила двух своих членов парламента, Карла Гёйти Хьяльтасона и Оулавюра Ослейфссона, после их встречи в баре «Клёйстюр» в Рейкьявике с членами Партии Центра, на которой Карл Гёйти и Оулавюр не возражали против уничижительных замечаний центристов в адрес лидера Народной партии Инги Сайланд. 
Ранее партия столкнулась со скандалами, когда комментарии Сайланд СМИ сочли «ксенофобскими» и «антииммигрантскими». Инга приложила усилия, чтобы дистанцироваться от этих комментариев, призывая к усилению заботы о беженцах. The New York Times назвала партию «выступлением против иммиграции, бедности и коррупции».

## Участие в выборах
| Год  | Голоса | %    | Места   | +/–   | Позиция | Итог           |
| ---- | ------ | ---- | ------- | ----- | ------- | -------------- |
| 2016 | 6707   | 3,54 | 0 из 63 | новая | 8-е     | Вне парламента |
| 2017 | 13 502 | 6,88 | 4 из 63 | ▲ 4   | ▲ 7-е   | Оппозиция      |
| 2021 | 17 672 | 8,9  | 6 из 63 | ▲ 2   | ▲ 5-е   | Оппозиция      |